# Lampronia aeripennella
Lampronia aeripennella is een vlinder uit de familie yuccamotten (Prodoxidae). De wetenschappelijke naam is voor het eerst geldig gepubliceerd in 1889 door Rebel.
De soort komt voor in Europa.